# Великоговилівська сільська рада
Великогови́лівська сільська́ ра́да — адміністративно-територіальна одиниця та орган місцевого самоврядування в Теребовлянському районі Тернопільської області. Адміністративний центр — село Великий Говилів.

## Загальні відомості
- Великоговилівська сільська рада утворена в 1939 році.
- Територія ради: 4,381 км²
- Населення ради: 1 610 осіб (станом на 2001 рік)
- Територією ради протікає річка Тайна.

## Населені пункти
Сільській раді були підпорядковані населені пункти:
- с. Великий Говилів
- с. Малий Говилів

## Склад ради
Рада складалася з 16 депутатів та голови.
- Голова ради: Шевчишин Олег Дмитрович
- Секретар ради: Вербовецька Леся Іванівна

### Керівний склад попередніх скликань
| Прізвище, ім'я, по батькові | Основні відомості                                                                                  | Дата обрання | Дата звільнення |
| --------------------------- | -------------------------------------------------------------------------------------------------- | ------------ | --------------- |
| Шевчишин Олег Дмитрович     | Сільський голова, 1962 року народження, освіта вища, член Всеукраїнського об'єднання «Батьківщина» | 26.03.2006   | 31.10.2010      |
| Шевчишин Олег Дмитрович     | Сільський голова, 1962 року народження, освіта вища, безпартійний                                  | 31.10.2010   |                 |

Примітка: таблиця складена за даними сайту Верховної Ради України

### Депутати
За результатами місцевих виборів 2010 року депутатами ради стали:

#### За суб'єктами висування
| Суб'єкт висування | Кількість обраних депутатів | %   |
| ----------------- | --------------------------- | --- |
| Самовисування     | 16                          | 100 |

#### За округами
| № округу | Прізвище, ім'я, по батькові     | Дата визнання обраним | Освіта             | Партійна приналежність                | Відомості про обраного депутата                            |
| -------- | ------------------------------- | --------------------- | ------------------ | ------------------------------------- | ---------------------------------------------------------- |
| 1        | Серединський Мирослав Петрович  | 01.11.2010            | середня спеціальна | позапартійний                         | ВАТ «Теребовлягаз», монтажник                              |
| 2        | Кісіль Галина Богданівна        | 01.11.2010            | середня спеціальна | позапартійна                          | Теребовлянська РУСЗН, соціальний працівник                 |
| 3        | Вербовецька Леся Іванівна       | 01.11.2010            | середня спеціальна | позапартійна                          | Великоговилівська с/р, бухгалтер                           |
| 4        | Кукурудза Марія Анатоліївна     | 01.11.2010            | вища               | позапартійна                          | Великоговилівська загальноосвітня школа І-ІІІ ст., вчитель |
| 5        | Сковронська Марія Володимирівна | 01.11.2010            | вища               | позапартійна                          | Дружбівська загальноосвітня школа І-ІІІ ст., вчитель       |
| 6        | Марущак Тарас Іванович          | 01.11.2010            | вища               | позапартійний                         | тимчасово не працює                                        |
| 7        | Рабський Богдан Петрович        | 01.11.2010            | середня            | позапартійний                         | тимчасово не працює                                        |
| 8        | Костецький Михайло Федорович    | 01.11.2010            | середня            | позапартійний                         | ПП «Альма-Віта», електрик                                  |
| 9        | Лабата Надія Ананіївна          | 01.11.2010            | вища               | позапартійна                          | Великоговилівська загальноосвітня школа І-ІІІ ст., вчитель |
| 10       | Давидів Ганна Ярославівна       | 01.11.2010            | вища               | член Політичної партії «Наша Україна» | Малоговилівська загальноосвітня школа І-ІІІ ст., директор  |
| 11       | Процюк Людмила Ярославівна      | 01.11.2010            | вища               | позапартійна                          | Великоговилівська загальноосвітня школа І-ІІІ ст., вчитель |
| 12       | Плотніцький Анатолій Миронович  | 01.11.2010            | вища               | позапартійний                         | ФГНВО «Мрія», інженер                                      |
| 13       | Поздик Василь Степанович        | 01.11.2010            | вища               | позапартійний                         | пенсіонер                                                  |
| 14       | Дудар Володимир Михайлович      | 01.11.2010            | середня спеціальна | позапартійний                         | пенсіонер                                                  |
| 15       | Довга Галина Євгенівна          | 01.11.2010            | середня спеціальна | позапартійна                          | приватний підприємець                                      |
| 16       | Мигаль Володимир Михайлович     | 01.11.2010            | вища               | позапартійний                         | студент                                                    |